# Pirls
PIRLS, Progress in International Reading Literacy Study är en internationell undersökning som behandlar läsförmåga, läsvanor och attityder till läsning. I undersökningen deltar 10-åriga elever från omkring 35 länder, främst OECD-länder.